# Матаива
Матаива (фр. Mataiva, атолл Лазарева) — атолл в архипелаге Туамоту (Французская Полинезия) в группе островов Паллизер. В переводе с полинезийского языка «Mataiva» означает «девять глаз». Расположен в северо-западной части архипелага примерно в 18 км к северо-западу от атолла Тикехау и в 80 км к северо-западу от Рангироа.
Площадь поверхности — 16 км².

## География

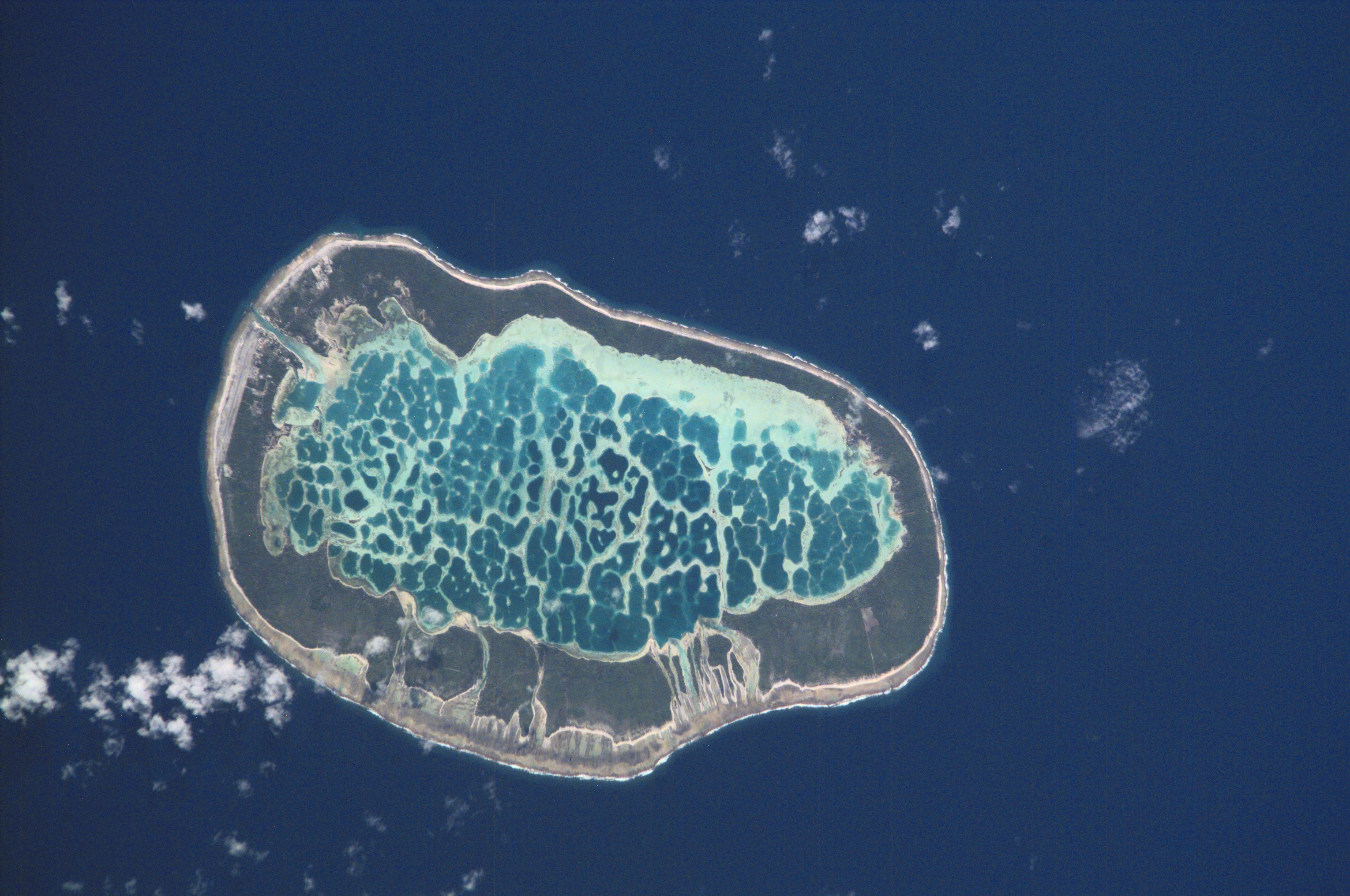
Космический снимок атолла

Атолл имеет овальную форму. Длина Матаива составляет около 10 км, а ширина — 5,3 км. Лагуна в центре острова сравнительно малая (всего около 25 км²), но в некоторых местах достигает глубины до 10 м. В этих впадинах обнаружены залежи фосфатов. В центре лагуны расположен монолит из чёрного базальта, несколько небольших моту. В девяти местах лагуна соединена с океаническими водами. Климат на острове влажный, тропический. Средняя годовая температура варьируется от +24 до +30 °C, годовое количество осадков — около 2500 мм.

## История
Атолл Матаива был открыт 30 июля 1820 года русским путешественником Фаддеем Фаддеевичем Беллинсгаузеном, назвавшим его атолл Лазарева.

## Административное деление
Административно входит в состав коммуны Рангироа.

## Население
В 2007 году численность населения Матаивы составляла 204 человека. Главное поселение атолла Матаива — деревня Пахуа.

## Экономика
Время от времени остров посещают жители Тикехау и Рангироа для производства копры и ловли черепах. Одним из основных занятий местных жителей является выращивание ванили.